# Bechs Mølle
Bechs Mølle eller Svaneke Mølle er en stubmølle, beliggende på Møllebakken 13 i Svaneke på Bornholm. Den er opført i 1629 og landets ældste bevarede vindmølle.